# Rewia
| ֽ | Sof pasuq       |  | ֑   | Etnachta            |
| ֶ | Segol (Trope)   |  | ֓ ׀ | Schalschelet gedola |
| ֔ | Zaqef qaton     |  | ֕   | Zakef gadol         |
| ֗ | Rewia           |  | ֖   | Tipcha              |
| ֮ | Zarqa (Trope)   |  | ֙   | Paschta             |
| ֚ | Jetiw           |  | ֛   | Tewir               |
| ֜ | Geresch (Trope) |  |    | Gerschajim (Trope)  |
| ֡ | Pazer           |  | ֟   | Qarne para          |
| ֠ | Telischa gedola |  | ֣ ׀ | Munach Legarmeh     |

| ֣ | Munach           |  | ֤ | Mahpach         |
| ֥ | Mercha           |  | ֦ | Mercha kefula   |
| ֧ | Darga (Trope)    |  | ֨ | Qadma           |
| ֩ | Telischa qetanna |  | ֪ | Jerach ben jomo |
| ֖ | Majela (Trope)   |  |  |                 |

Rewia oder (Munach)-Rewi’i ◌֗(aram. רְבִיעַ) ist eine Trope in der jüdischen Liturgie und zählt zu den biblischen Satz-, Betonungs- und Kantillationszeichen Teamim, die im Tanach erscheinen.

## Begriffe
| Trope                                                                          |
| ------------------------------------------------------------------------------ |
| von altgriechisch τρόπος tropos über jiddisch טראָפּ trop dt.: Betonung, Melodie |

Das hebräische Wort רְבִיעִי [rəviʕi] (aram. רְבִיעָי) bedeutet ‚der vierte‘. Das aramäische Wort רְבִיעַ hingegen findet sich im Targum Onkelos in Ex. 23,5  als Übersetzung für hebräisch רֹבֵץ im Sinne von ‚sich niederlegen‘ (unter einer Last). Die Wurzeln sind hebräisch רבץ, bzw. aram. רְבע ‚sich lagern‘. Die Tabula accentuum transliteriert mit Reḇîaʽ.

## Symbol
Das Symbol für Rewia ist in den Handschriften ein einfacher Punkt, wird aber in Druckausgaben zur leichteren Unterscheidung meist rautenförmig wiedergegeben. Wickes sieht in dem einen Punkt von Rewia ein System, wobei es vom stärkeren Trenner Zaqef mit zwei Punkten und dieses wiederum vom noch stärkeren Segol mit drei Punkten übertroffen wird.

## Grammatik
Als „Herzog“ ist Rewia ein disjunktiver Akzent der dritten Ebene. Rewia erscheint vor Paschta-, Tewir- oder Zarka-Segmenten, trennt aber stärker als Paschta, Tewir oder Zarqa.

### Kombinationsmöglichkeiten

#### 1. mehrere konjunktive Akzente
| Rewia | Munach | Darga | Munach |
| ----- | ------ | ----- | ------ |
| ◌֗     | ◌֣      | ◌֧     | ◌֣      |

Rewia steht häufig alleine. Wenn das vorhergehende Wort sich in der Bedeutung auf das Wort mit Rewia bezieht, dann trägt es einen konjunktiven Akzent, wie z. B. Munach. Wenn ein weiterer konjunktiver Akzent vor Munach erscheint, dann ist es Darga. Es kann noch eine weitere konjunktive Trope Munach vor Darga erscheinen.

#### 2. mit disjunktivem Akzent
| Rewia | Munach | (Munach)-Legarmeh | Mercha |
| ----- | ------ | ----------------- | ------ |
| ◌֗     | ◌֣      | ◌֣׀                | ◌֥      |

Ein Rewia-Segment kann durch den „Grafen“ Munach Legarmeh geteilt werden, der bis auf wenige Ausnahmen nur in Rewia-Segmenten auftaucht. Es kann davor ein weiterer konjunktiver Akzent Mercha hinzutreten.
Wenn ein Rewia-Segment durch Grafen unterteilt wird, dann durch Munach-Legarmeh, oder Geresch. Wenn es durch beide unterteilt wird, steht das Rewia-Segment vor dem Munach-Legarmeh-Segment.

### Vorkommen
| Teil des Tanach | Rewia |
| --------------- | ----- |
| Tora            | 2430  |
| Nevi’im         | 4808  |
| Ketuvim         | 1672  |
| Gesamt          | 8910  |

Die Tabelle zeigt das Vorkommen von Rewia in den 21 Büchern.